# Chavuma
Chavuma è un centro abitato dello Zambia, situato nella Provincia Nord-Occidentale. Ha un'altitudine di 1084 metri s.l.m.